# アテネ公国

アテネ公国
Δουκᾶτον Ἀθηνῶν (ギリシャ語)
Ducat d'Atenes (カタロニア語)
Duché d'Athènes (フランス語)

1210年、南ギリシャにおけるアテネ公国とその他のラテン系・ギリシャ系諸国の支配領域を示した地図。アテネ公国は多くの国の封臣であったが、事実上独立国家であった。

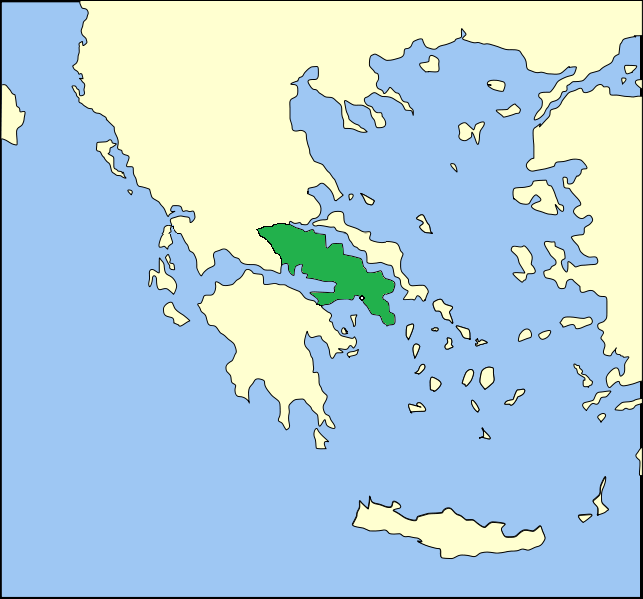
アテネ公国の版図

アテネ公国（アテネこうこく、ギリシア語: Δουκάτον Αθηνών）は、第4回十字軍による東ローマ帝国の占領後に建国された十字軍国家の1つである。アッティカおよびボイオーティアを領土としており、15世紀にオスマン帝国に併合されるまで存続していた。

## 歴史

### 建国

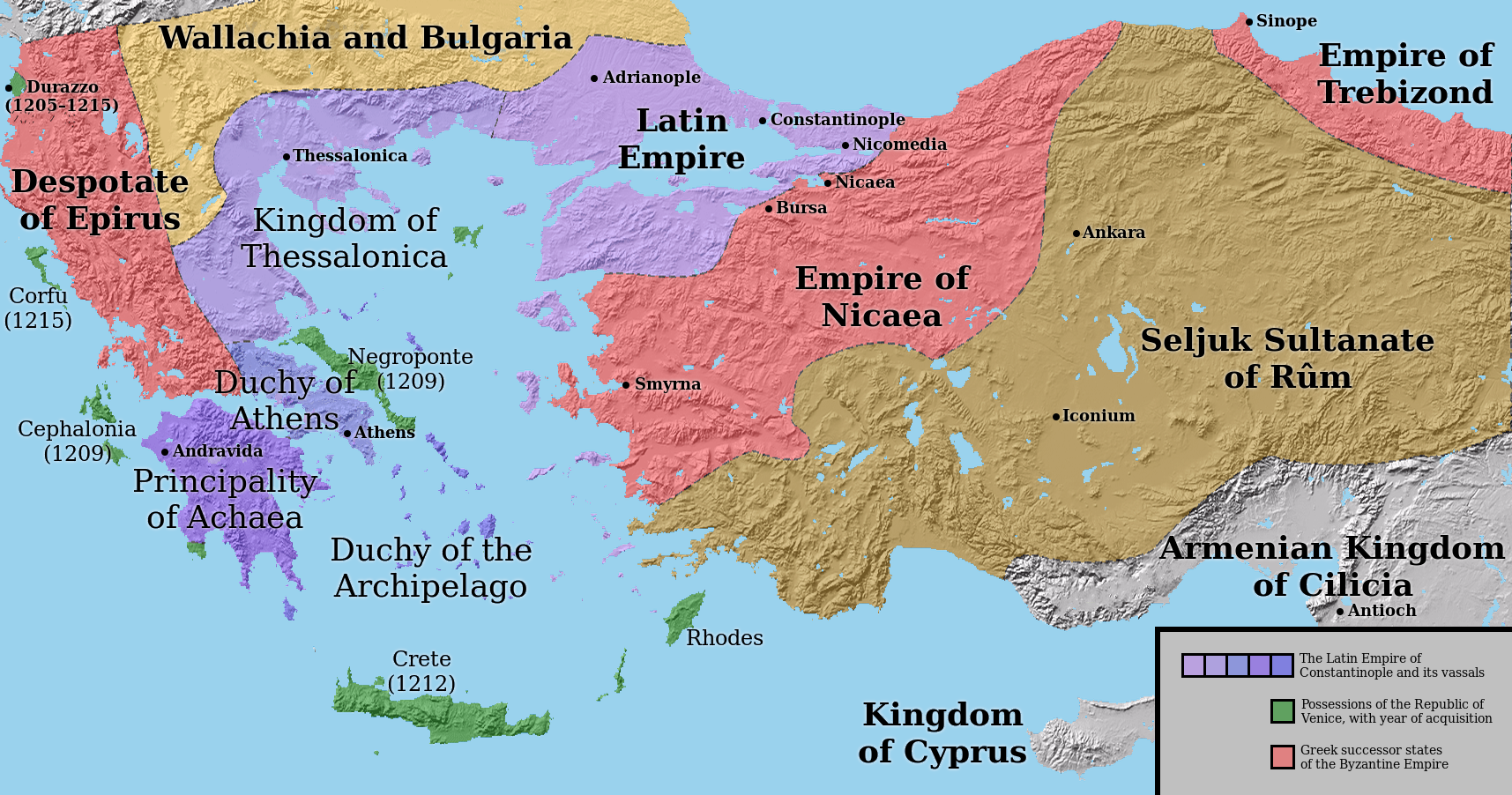
13世紀前半のラテン帝国と十字軍国家

最初にアテネ公爵となったのは、第4回十字軍においてブルゴーニュ伯軍の騎士を務めていたオトン・ド・ラ・ロッシュである。1205年にオトンがアテネ公国を建国すると、彼は「アテネ公爵」と呼ばれるようになり、1260年に初めて公式な爵位となった。この頃のアテネ公爵の地位は、テーベ公爵のように一地方の公爵にすぎなかったため、オトン自身では「アテネ卿」と称した。ギリシャ人はオトンを「メガス・キュリス」（偉大な卿）と呼ぶようになり、フランスではそれを略した「メガスキュル」として呼ばれるようになった。
アテネ公国は初めはテッサロニキ王国に従属していたが、1224年にテッサロニキがエピロス専制公国のテオドロス1世コムネノス・ドゥーカスに占領されると、アカイア公国の封臣になった。その後アテネ公国はアッティカ半島を統一し、テッサロニキ王国やエピロス専制公国との間の国境が確定していないテッサリア地方の一部まで領地を拡大した。エーゲ海の島はヴェネツィア共和国領であったために獲得できなかったが、ネグロポンテ公国への影響は強まった。

### カタルーニャ人の支配
アテネ公国はラ・ロッシュ家によって支配され続け、1308年にブリエンヌ家のゴーティエ5世が継承した。ゴーティエ5世は東ローマ帝国の後継国家であるエピロス専制公国や再興した東ローマ帝国と戦うために、アルモガバルスからなる傭兵集団を雇い入れた。しかし、1311年にゴーティエ5世が傭兵を謀殺しようとしたことが発覚し、アルミュロスの戦いでゴーティエ5世は殺された。その後、公国ではカタルーニャ語が公用語となり、法律もカタルーニャのものに置き換えられた。ゴーティエ5世の息子のゴーティエ6世は、自身が支持されたアルゴスとナフプリオ（en:Argos and Nauplia）の支配権のみ取り戻すことができた。
1318年と1319年にカタルーニャ人のアテネ公国は、シデロカストロンとテッサリア南部を征服し、ネオパトラス公国を建国した。しかし、テッサリア南部は1337年にセルビア王国に占領された。

### 衰退と滅亡
1379年に（名目上の）ラテン帝国皇帝ジャック・デ・ボーが雇ったナバラ傭兵団が、テーベとネオパトラス公国の一部を征服したが、カタルーニャ人（アラゴン人）のアテネ公国はネオパトラス公国の他の地域とアッティカ地方を保持し続けた。1381年から1388年まではアラゴン連合王国によって支配され続け、その後フィレンツェのアッチャイオーリ家が買収した。1390年にはネオパトラス公国を併合した。1395年から1402年までアテネ公国はヴェネツィア共和国の支配下となった。1444年にモレアス専制公領のコンスタンティノス・パレオロゴスに従属した。1453年のコンスタンティノープル陥落の後の1456年に、オスマン帝国のメフメト2世によってアテネ公国は征服された。しかし、その後もアラゴン王国内において「アテネ・ネオパトラス公」の称号は使われ続け、スペイン王国の成立後も現在に至るまで使用され続けている。

## アテネ公国内のローマ・カトリック教会
アテネはフランス人に支配されて以降、コンスタンティノポリス総大司教下の大司教が置かれた。当時アテネは重要な都市ではなく、東ローマ帝国で28番目の序列であった。それでも、有名な聖職者であるミカエル・コニアテスを輩出していた。それまでアテネには正教会の府主教座が置かれており、ユーリポス、ダウリア、コロネア、アンドロス、オレオス、スキュルス、カリストス、ポルトムス、アウロン、シュラ・セリフス、セオス・テルミエの11の属主教が配下にあった。教皇インノケンティウス3世は初代アテネ大司教のベラルドを通じて教会組織を統治した。典礼はパリ大司教のものを輸入したが、遠く離れたアテネの地に望んで赴く者はわずかであった。そんな中、教養のあるカタルーニャ人であったアントニオ・バレステルは大司教として大きな役割を果たした。
生神女アテニオティッサに捧げられた正教会の教会であったパルテノン神殿は、ローマ・カトリックの聖母マリアのための教会となった。正教会は、ラテン諸国の認可を得ることができないために地下組織として存続した。そのため、正教会が正当でないとされていた12世紀の間は、ギリシャ人聖職者がほとんど書物を記すことはなく、教育も著しく悪化した。

## アテネ公国の君主一覧

### ラ・ロッシュ家

ラ・ロッシュ家の紋章

ブルゴーニュ伯領（フランシュ＝コンテ）に起源を持つ小公爵であったラ・ロッシュ家は、アテネをプラトンやアリストテレス時代の古代の町から中世ヨーロッパの街に変貌させた。ラ・ロッシュ家は、後に支配したブリエンヌ家のようにフランスに戻らず、アッティカ東部に居住したため、家名が時代を経て変化した。ラ・ロッシュの名は、ロシス、ロサス、ロカスとなり、内乱を経て最終的にはパヴァシレイウとなった。現在でもパヴァシレイウ家はラ・ロッシュ家が居住したアッティカ東部の大部分を所有している。
- オトン・ド・ラ・ロッシュ（1205年 – 1225年）
- ギー1世（1225年 – 1263年）
- ジャン1世（1263年 – 1280年）
- ギヨーム1世（1280年 – 1287年）
- ギー2世（1287年 – 1308年）

### ブリエンヌ家（名目上）
アテネ人議会は、ギー2世の後継者としてゴーティエ5世を選出したが、カタルーニャ人との戦いに負けて退位させられたために治世は短期間である。また、ゴーティエ5世の妻ジャンヌ・ド・シャティヨンも短い間統治した。ブリエンヌ家はアテネ公国の地位を主張し続けたが、アルゴスとナフプリオを支配するにとどめられた。
- ゴーティエ5世（1308年 – 1311年）
- ジャンヌ・ド・シャティヨン（1311年 – 1354年）
- ゴーティエ6世（1311年 – 1356年）
- イザベル・ド・ブリエンヌ（1356年 – 1360年）
- ソイエール・ダンギャン（1356年 – 1367年）
- ゴーティエ4世・ダンギャン（1367年 – 1381年）
- ルイ・ダンギャン（1381年 – 1394年）

### カタルーニャ人（アラゴン王国）の支配
アテネ公国はカタルーニャ傭兵団に支配され、ブルゴーニュ人公爵の死後はアラゴン連合王国が相続した。カタルーニャ人は、シチリア王がアテネ公国の支配を兼ねるべきだという認識を持っていたが、この認識はそれ以後受け継がれた。現代においても、スペイン王フアン・カルロス1世はその世襲称号の中に「アテネ公(Duque de Atenas)」及び「ネオパトラス公(Duque de Neopatria)」を含めている。
- ロヘリオ・デスロール（1311年 – 1312年）
- マンフレド（1312年 - 1317）
  - ベレンゲル・エスタニョール（1312年 - 1317）
- ギジェルモ2世（1317年 – 1338年）
  - アルフォンソ・フレデリーコ（1317年 – 1338年）
- ジョアン2世（1338年 – 1348年）
- フェデリーコ1世（1348年 – 1355年）
- フェデリーコ2世（1355年 – 1377年）
- マリア（1377年 – 1388年）
  - アラゴン王ペドロ4世と共同統治（1381年 - 1387年）

### アラゴン王国の直接支配
1381年から1388年まではアラゴン王国から派遣された「総代理」（国王の代官）が統治した。
- マテオ・ド・モントカーダ
- ロヘリオ・ド・ルリア
- マテオ・ド・ペラルタ
- ルイス・フェデリーコ
- ダルマオ4世ロカベルティ
- ベルナート・ド・コルデーリャ

### アッチャイオーリ家

アチャイオリ家の紋章

カタルーニャ人の支配の後は、フィレンツェのアッチャイオーリ家がナバラ傭兵団の援助により統治した。ネリオ1世の遺言により、アテネ公国とその町はヴェネツィア共和国のものとなったが、やがてアッチャイオーリ家に奪回され、オスマン帝国による征服まで続いた。
- ネリオ1世（1388年- 1394年）
- アントニオ1世（1394年 – 1395年）
- ヴェネツィア共和国領（1395年 – 1402年）
- アントニオ1世（復位、1402年 – 1435年）
- ネリオ2世（1435年 – 1439年）
- アントニオ2世（1439年 – 1441年）
- ネリオ2世（復位、1441年 – 1451年）
- クレール・ジョルジョ（1451年 – 1454年）
  - バルトロマオ・コンタリーニと共同統治（1451年 - 1454年）
- フランチェスコ1世（1451年 - 1454年）
- フランチェスコ2世（1455年 - 1458年）